# Нгапо Нгаванг Джигме
Нгапо Нгаванг Джигме (тиб. ང་ཕོད་ངག་དབང་འཇིགས་མེད་, Вайли nga-phod ngag-dbang 'jigs-med; кит. упр. 阿沛·阿旺晋美, пиньинь Āpèi Āwàng Jìnměi; 1 февраля 1910 — 23 декабря 2009) — тибетский военный и государственный деятель XX века. Зампред ВК НПКСК 3, 8—11 созывов.

## Биография
Нгапо Нгаванг Джигме родился в 1910 году в Лхасе в тибетской аристократической семье. Его отец был губернатором Чамдо и командующим тибетской армией. После изучения традиционной тибетской литературы Нгапо Нгаванг Джигме был отправлен для продолжения образования в Великобританию. В 1932 году он вернулся на родину и стал служить в армии. С 1936 года начал карьеру государственного служащего. Регент Тактра Ринпоче сделал его министром правительства. Он принадлежал к числу немногих представителей тибетской элиты, стремившихся к модернизации страны.
В 1950 году Нгапо Нгаванг Джигме был назначен генерал-губернатором Чамдо и главнокомандующим тибетскими вооружёнными силами. Его предшественник на посту губернатора — Лхалу — готовился сражаться с Народно-освободительной армией Китая и требовал от правительства солдат и оружия. В отличие от предшественника, Нгапо Нгаванг Джигме предпочитал переговоры и приказал убрать фортификационные сооружения, выстроенные Лхалу. Считая, что малочисленная и плохо вооружённая тибетская армия не сможет противостоять китайской армии, закалённой в войне с Японией и гражданской войне, при подходе НОАК к Чамдо он предпочёл капитулировать без боя и сдался в плен.

1951 год, Пекин. Нгапо Нгаванг Джигме как глава тибетской делегации вручает Мао Цзэдуну хадак

В 1951 году Нгапо Нгаванг Джигме возглавил делегацию, отправленную Далай-ламой для переговоров в Пекин, и 23 мая подписал «Соглашение по мирному освобождению Тибета». Далай-лама назначил его главой новосформированного Совета по реформе, и под руководством Нгапо Нгаванг Джигме Тибет в 1953—1954 годах начал модернизацию: принимались новые законы, касающиеся налогообложения и управления.В 1952 году он стал заместителем командующего Тибетского военного района, а в 1954 году — членом Государственного совета обороны КНР. Также он стал членом Комитета по делам национальностей при Госсовете КНР и членом НПКСК (в 1951—1954 годах). 
В апреле 1956 года по решению Госсовета КНР был образован Комитет по подготовке создания Тибетского автономного района (ТАР), и Нгапо Нгаванг Джигме был назначен его генеральным секретарём, в 1959 г. — заместителем председателя (председателем был Панчен-лама X), в 1964 году — исполняющим обязанности председателя Комитета. После образования в 1965 году ТАР Нгапо Нгаванг Джигме стал его первым главой. 
Он представлял Тибет в семи созывах Всекитайского собрания народных представителей и Постоянном комитете ВСНП с 1954 по 1988 год, был заместителем председателя Постоянного комитета с 1 по 7-й созыв, а с 1979 по 1993 год возглавлял Комитет ВСНП по делам национальностей. Он был главой делегаций ВСНП в Колумбии, Гайане, Вест-Индии, Шри-Ланке и Непале в начале 1980-х годов. 
С 1980 года Нгапо Нгаванг Джигме был почётным председателем Всекитайской буддистской ассоциации. Кроме того, выступил почетным президентом Ассоциации защиты дикой природы Тибета, которая была основана в 1991 году, и председателем Фонда развития Тибета с апреля 1992 года. Также он возглавлял созданную 21 июня 2004 года Всекитайскую ассоциацию по сохранению и развитию тибетской культуры. Последние годы жизни провёл в Пекине.
Когда 23 декабря 2009 года Нгапо Нгаванг Джигме скончался от болезни в возрасте 99 лет, на его похороны явились все высшие должностные лица КНР, включая председателя КНР Ху Цзиньтао, экс-председателя Цзян Цзэминя, председателя ВСНП У Банго, премьера госсовета Вэнь Цзябао и др. Глава Тибетского правительства в изгнании Самдонг Ринпоче назвал покойного честным человеком и патриотом, приложившим большие усилия для сохранения и развития тибетского языка: «Он был тем, кто поддерживал дух тибетского народа».

### Киновоплощения
В фильме «Семь лет в Тибете» роль Нгапо Нгаванга Джигме исполнил американский актёр Брэдли Дэррил Вонг.